# Lea Goldberg
Lea Goldberg, (en hebreu: לאה גולדברג, Kaliningrad, 29 de maig de 1911-Jerusalem, 15 de gener de 1970) era una traductora a l'hebreu i escriptora en aquesta llengua.
Naixé dins una família de jueus lituans a Königsberg (l'actual localitat russa de Kaliningrad, per aquell temps en Alemanya) La Goldberg estudià a les universitats de Kaunas (Lituània), de Berlín i de Bonn, especialitzant-se en filosofia i llengües semítiques, disciplina en la qual es doctorà el 1933 a la Universitat de Bonn amb un treball sobre el dialecte samarità. Acabats els seus estudis, regressà a Lituània, on impartí classes de literatura al "Gymnasium" (institut) hebreu de Raseiniai.
Emigrà al Mandat Britànic de Palestina el 1935, on fou membre del grup Yahdav dels poetes Abraham Shlonsky i Nathan Alterman. Aquest mateix any, publicà el seu primer llibres de poemes titulat Anells de fum.
A l'any següent, la seva mare se n'anà a Palestina i les dues s'instal·laren a Tel-Aviv, al número 15 del carrer Arnon i Lea Goldberg treballà com consellera literària a per a Habima, el teatre nacional i com a editora per a les publicacions Sifriat HaPoalim ("Biblioteca dels treballadors"). El 1940, va publicar el seu segon poemari,  L'espígol de mirada verda.
El 1954, comença a impartir cursos de literatura a la Universitat Hebrea de Jerusalem i des del 1963, va dirigir el departament de literatura comparada.
Va morir de càncer amb 59 anys en l'hivern de 1970.

## Obres en hebreu

### Poesia
- Taba`ot Ashan; Iachdav, 1935
- Shibolet Yerukat Ha-Ayin; Dfus Hanakdan, 1940
- Shir Ba-Kefarim; Dfus Hanakdan, 1942
- Mi-Beiti Ha-Yashan; Sifriat Poalim, 1942
- Al Ha-Prihah; Sifriat Poalim, 1948
- Ahavat Shimshon; Mikra-Studio, 1952
- Barak Ba-Boker; Sifriat Poalim, 1955
- Mukdam Ve-Meuhar; Sifriat Poalim, 1959
- Im Ha-Laila Ha-Ze; Sifriat Poalim, 1964
- Yalkut Shirim; Iachdav/Writers Association, 1970
- She`erit Ha-Hayim; Sifriat Poalim, 1971
- Zuta; Sifriat Poalim/Hakibbutz Hameuchad, 1981
- Shirim ("Poèmes"); Sifriat Poalim, 1986
- At Telchi Ba-Sadeh; Sifriat Poalim, 1989
- Mivhar Shirim; Sifriat Poalim, 1989
- Be-Eretz Ahavati; Sifriat Poalim, 1997

### Novel·les i contes
- Michtavim Mi-Nesiah Medumah; Davar, 1937; Sifriat Poalim, 2007
- Ve-Hu Ha-Or; Sifriat Poalim, 1946, 1994; Hakibbutz Hameuchad, 2005
- Pegisha Im Meshorer; Sifriat Poalim, 1952
- Ba`alat Ha-Armon; pièce de théâtre; Sifriat Poalim, 1956
- Michtavim Ve-Ioman; Massada, 1978
- Mahazot; Sifriat Poalim, 1979
- Ketavim; Sifriat Poalim, 1979
- Sipurim; Sifriat Poalim, 1996
- Yomanei Lea Goldberg; Sifriat Poalim, 2005

### Literatura infantil
- Ha-Orahat Mi-Kineret; 1939
- Ha-Ir Ve-Ha-Kfar; 1939

"Songs of My Beloved Country" - Draft, handwriting of Leah Goldberg

- Dan Ve-Dina Metaylim Be-Tel Aviv; Tel Aviv Municipality, 1940
- Gan Ha-Hayot; Dvir, 1941
- Yedidai Mi-Rechov Arnon; Sifriat Poalim, 1943
- Mah Osot Ha-Ayalot; Sifriat Poalim, 1944
- Ha-Beivar He-Aliz; Twersky, 1947
- Kova Ksamim; Sifriat Poalim, 2005
- Kach Yashir Olam Tzair; Sifrei Tzabar, 1950
- Be-Eretz Sin; poésie pour enfants; Mikra, 1951
- Nissim Ve-Niflaot; Sifriat Poalim, 1954
- Malkat Sheva Ha-Ktanah; Sifrei Tzabar, 1956
- Ayeh Pluto; Sifriat Poalim, 1957
- Dirah Leaskir; Sifriat Hapoalim, 1959; 1970
- Ha-Yeled Ha-Ra; 1959; Tel-Aviv, Sifriat Poalim/Hakibbutz Hameuchad, 2005
- Tzrif Katan; Sifriat Poalim, 1959
- Ma`ase Be-Tzayar; Sifriat Poalim, 1965
- Harpatkah Ba-Midbar; Hakibbutz Hameuchad, 1966
- Ha-Mefuzar Mi-Kfar Azar; Am Oved, 1968
- La-Pilah Yesh Nazelet; Bronfman, 1975
- Mar Gazmai Ha-Badai; Sifriat Poalim, 1977
- Ve-Culam Haverim; Sifriat Poalim, 1978
- Shamgar Ha-Nagar; Sifriat Poalim, 1979
- Leket Mi-Shirei Leah Goldberg; Sifriat Poalim, 1998
- Ma`ase Be-Shlosha Egozim; Hakibbutz Hameuchad/Sifriat Poalim, 1959, 2007
- Danny Ve-Ha-Tuki; The Zionist Confederation, 1980
- Bo'u Ananim; Sifriat Poalim, 1982
- Uri, Sifriat Poalim, 1983
- Mor He-Hamor; Sifriat Poalim, 1987
- Mi-Sipurei Mar Kashkash; Sifriat Poalim, 1987
- Dov Duboni Ben Dubim Metzahtzeah Na`alaim; Sifriat Poalim, 1987
- Aleh Shel Zahav; Sifriat Poalim, 1988
- Ma Nishkaf Be-Haloni; Sifriat Poalim, 1989
- Halomotav Shel Melech; Sifriat Poalim, 1994
- Mi Ba-Bitan?; Sifriat Poalim, 1997
- Sipur Al Yair; Sifriat Poalim/ Hakibbutz Hameuchad, 2006

## Obres en anglès
- Lea Goldberg: Selected Poetry and Drama; Leah Goldberg; trad.: Rachel Tzvia Back; éditeur: Toby Press; 30 juin 2005; ISBN 1592641113; ISBN 978-1592641116
- Light on the rim of a cloud; Leah Goldberg; ed.: Didymus Press; 1972; ASIN: B0006CAPKC
- Little queen of Sheba: A story about new immigrant children in Israel; auteur: Leah Goldberg; éditeur: Union of American Hebrew Congregations; 1959; ASIN: B0007ER0NO
- On the Blossoming (World Literature in Translation); Leah Goldberg; ed.: Routledge;74 pages; 1er juillet 1992; ISBN 082400034X; ISBN 978-0824000349
- Russian literature in the nineteenth century: Essays; Leah Goldberg; ed.: Magnes; 1976; 205 pages; ASIN: B0000EE0VP
- Lady of the castle: A dramatic episode in three acts (Modern Hebrew drama); Leah Goldberg; ed.: Institute for the Translation of Hebrew Literature; 1974; 95 pages; ASIN: B0006CW2YO
- Room for rent; Leah Goldberg; ed.: Ward Ritchie Press; 1972; ASIN: B0006C0V4M
- Certain aspects of imitation and translation in poetry; Leah Goldberg; ed.: Mouton & Co; 1966; ASIN: B0007JT5TG

## Premis
- "Premi Ruppin" (1949)
- "Premi Israel de literatura" (1970)